# Deputado Irapuan Pinheiro
Deputado Irapuan Pinheiro é um município brasileiro do estado do Ceará. Sua população estimada em 2004 era de 8.583 habitantes.

## Etimologia
O topônimo Deputado Irapuan Pinheiro é uma alusão a um deputado que representou o município na Assembleia Legislativa do Ceará, Irapuan Pinheiro (1934-1982). Sua denominação original era  Tataíra, depois São Bernardo do Ceará e, desde 1988, Deputado Irapuan Pinheiro.
O topônimo Tataíra é a composição das palavras Tupi-Guarani ira(abelha) + tatá
(fogo), significando abelha cor de fogo.

## História
A história dessa área do Ceará mistura-se com os índios Quixelô, religiosos e colonizadores. Em 28 de Abril 1988 com o papel muito importante de Francisco Edson de Oliveira foi o principal contribuinte para a emancipação do município ao município de Solonópole.

## Geografia

### Clima
Tropical quente semi-árido com pluviometria média de 699,7 mm com chuvas concentradas de janeiro a abril.

### Hidrografia e recursos hídricos
As principais fontes de água fazem parte da bacia do Rio Jaguaribe, sendo elas os riachos: Jenipapeiro, do Sangue, do Tigre, do Pontaí, dos Porcos e outros tantos. Entre os açudes, destacam-se o açude Sussuarana e Bolsão,

### Relevo e solos
As terras de  fazem parte da Depressão Sertaneja, As principais elevações possuem altitudes entre  200 e 500 metros acima do nível do mar. Os solos da região são

### Vegetação
A presença da caatinga arbustiva densa

## Subdivisão
O município é dividido em 6 distritos: Deputado Irapuan Pinheiro(sede), Betânia, Baxio, Aurora, Maratoan e Velame.

## Aspectos Socioeconômicos
A maior concentração populacional encontra-se na zona rural. A sede do município dispõe de abastecimento de água, fornecimento de energia elétrica, serviço telefônico, agência de correios e telégrafos, serviço bancário, hospitais, hotéis e escolas.
A partir de Fortaleza o acesso ao município, pode ser feito por via terrestre através da rodovia Fortaleza/Canindé/Madalena. As demais vilas, lugarejos, sítios e fazendas são acessíveis(com franco acesso durante todo o ano) através de estradas estaduais, asfaltadas ou carroçáveis.
A economia local é baseada na agricultura: algodão arbóreo e herbáceo, banana, milho, mandioca, feijão, arroz, castanha de caju e frutas diversas; pecuária: bovino, suíno e avícola. O extrativismo vegetal também, é presente com a fabricação de carvão vegetal, extração de madeiras diversas para lenha e construção de cercas, além de atividades relacionadas com a cultura da oiticica e carnaúba. O artesanato de redes e bordados é tem destaque no município. A atividade da pesca é desenvolvida em açudes, de forma artesanal. Na mineração, é extraído a rocha para cantaria, brita, placas para fachadas e usos diversos na construção civil é ainda incipiente. Ainda representam atividades lucrativas a extração de  areia e argila (utilizada na fabricação de telhas e tijolos), bem como a extração da rocha calcária (utilizada na fabricação de cal), representam atividades lucrativas para o município.

## Cultura
O principal evento cultural é festa da padroeira: Nossa Senhora Conceição(08.12)

## Política
A administração municipal localiza-se na sede: Deputado Irapuan Pinheiro.